# Mark Moseley
Mark DeWayne Moseley (Laneville, 12 marzo 1948) è un ex giocatore di football americano statunitense che ha militato nel ruolo di kicker nella National Football League per i Philadelphia Eagles (1970), gli Houston Oilers (1971–1972), i Washington Redskins (1974–1986) e i Cleveland Browns (1986). Ha vinto il premio di MVP della NFL nella stagione accorciata dallo sciopero del 1982. È l'unico giocatore nel ruolo di kicker ad aver vinto tale premio.

## Carriera professionistica
Col ritiro di Rick Danmeier dei Minnesota Vikings nel 1982, Moseley divenne l'unico kicker nella National Football League a calciare la palla prendendo una rincorsa frontale; ce ne fu solo un altro (Dirk Borgognone, che giocò solo due gare nel 1995) da allora. Negli anni sessanta, il nuovo stile di calcio "soccer style" con rincorsa laterale,  introdotto dai fratelli ungheresi Pete e Charlie Gogolak, aumentò gradualmente la sua popolarità.
Nella vittoria dei Washington Redskins 27-17 nel Super Bowl XVII sui Miami Dolphins, Moseley calciò due field goal e segnò tutti e tre i tentativi di extra point tentati. Durante la stagione successiva, egli guidò la NFL in punti segnati con 161.
Nel 1986, il popolare trentottenne Moseley fu svincolato dai Washington Redskins a metà stagione. Egli rimase il loro primatista di tutti i tempi con 1.207 punti segnati. Nella stessa stagione firmò coi Cleveland Browns e si ritirò alla fine della stessa, non prima di aver contribuito al passaggio del turno nel divisional round dei playoff contro i New York Jets col field goal vincente dopo il secondo supplementare.
Nella sua carriera, Moseley segnò 300 field goal su 457 tentativi (65%), 482 tentativi di extra point su 512 (94%) ed un totale di 1.382 punti. Fu inserito nella formazione ideale della stagione All-Pro e guidò la NFL in punti segnati in 4 occasioni.

## Palmarès
- Vittoria del Super Bowl XVII
- MVP della NFL (1982)
- (3) Pro Bowl
- 70 Greatest Redskins
- Ring of Fame dei Washington Redskins
- Leader di tutti i tempi dei Redskins per punti segnati (1.207)

## Statistiche
| Field goal provati | 457 |
| Field goal segnati | 300 |